# Andoni Goikoetxea Olaskoaga
Andoni Goikoetxea Olaskoaga (Alonsotegi, 1956. május 23. –), gyakran egyszerűen Goiko, spanyol labdarúgóedző, hátvéd, edző.
Játékos-pályafutása során agresszív hátvédként játszott, így érdemelte ki a "Bilbao hentese" becenevet,") főleg az Athletic Bilbao játékosa volt, játszott a spanyol- és a baszk válogatottban is. A Bilbao szurkolói El Gigante de Alonsoteguinak (Alonsotegui óriásának) hívták.
Az 1980-as években 39 válogatott meccsen játszott, részt vett vb-n és Eb-n is.